# Jacques Marinelli
Pour les articles homonymes, voir Marinelli.
Jacques Marinelli, né le 15 décembre 1925 au Blanc-Mesnil (Seine-et-Oise) et mort le 3 juillet 2025 au Mée-sur-Seine (Seine-et-Marne), est un cycliste français, maillot jaune sur le Tour de France 1949 qu'il termine à la 3e place. Par la suite, il a été maire de Melun (Seine-et-Marne) de 1989 à 2002 et président de la communauté d'agglomération Melun Val de Seine.

## Biographie

### Carrière cycliste
En 1943, en pleine Seconde Guerre mondiale, des soldats allemands envahissent l'atelier Citroën du 15e arrondissement de Paris où il exerce comme ajusteur. Il saute alors d'une fenêtre, enfourche son vélo et échappe ainsi au service du travail obligatoire . Il se terre chez lui, veillant sur sa mère malade, à quelques centaines de mètres du camp de Drancy. Cycliste amateur depuis ses 15 ans, il ne s'autorise que quelques sorties pour s'entraîner et s'occupe en fabriquant des cadres. De petite taille et bavard impénitent, il porte durant six jours le maillot jaune dans le Tour de France 1949, ce qui lui vaut d'être surnommé « la Perruche ». Jacques rencontre Fausto Coppi qui remporte le premier de ses deux Tours (1949, 1952) devant une autre légende italienne, Gino Bartali. Il est le premier cycliste participant au Tour à tenir une chronique quotidienne dans le journal L'Équipe en 1949. Ses résultats liés à ces chroniques provoquent des records de vente pour le quotidien sportif. Il participe à six éditions du Tour de France en 1948 et 1954, mais n'achève que deux fois la Grande Boucle (3e en 1949 et 31e en 1952).

### Après-carrière et mairie de Melun
Sa carrière cycliste achevée, il ouvre un magasin de cycles puis d'électroménager sur la place Saint-Jean à Melun. Par la suite, il en ouvre d'autres qui lui permettront de faire fortune.
Jacques Marinelli est ensuite élu maire de Melun en représentant le RPR en mars 1989, réélu en juin 1995 puis en mars 2001. Sa dernière élection est invalidée par le tribunal administratif de Melun, confirmé par le Conseil d'État le 29 juillet 2002. Les juges indiquent qu'il a enfreint le code électoral en signant le formulaire de déclaration de l'association chargée de financer sa campagne municipale, un acte de gestion interdit. Il est déclaré inéligible pour une année ce qui met un terme à son engagement politique. Il a également été  président de la communauté d'agglomération Melun Val de Seine.
Un critérium cycliste Jacques Marinelli est organisé chaque année.
Il meurt en juillet 2025 à l'âge de 99 ans. Il était alors le plus vieux porteur du maillot jaune en vie.

## Palmarès
- 1946
  - 3e de Paris-Bernay
- 1947
  - 2e du championnat de France des sociétés
- 1948
  - Champion d'Île-de-France amateurs
  - Grand Prix de l'Yonne[10]
- 1949
  - 3e de la Coupe Marcel Vergeat
  - 3e du Tour de France
  - 3e de Paris-Bourges
- 1950
  - Paris-Montceau-les-Mines
  - 6e et 7e étapes du Critérium du Dauphiné libéré
- 1951
  - 2e de Paris-Bourges
- 1954
  - Paris-Montceau-les-Mines

## Résultats sur les grands tours

### Tour de France
6 participations :
- 1948 : abandon (12e étape)
- 1949 : 3e,  maillot jaune pendant 6 jours
- 1950 : abandon (7e étape)
- 1951 : non-partant (21e étape)
- 1952 : 32e
- 1954 : abandon (5e étape)

### Tour d'Italie
Une participation :
- 1951 : 71e